# Rico Meinhardt
Rico Meinhardt (* 1976) ist ein ehemaliger deutscher Footballspieler.

## Laufbahn
Meinhardt spielte zunächst Football bei den Dresden Monarchs. Ab 1997 war er Spieler der Hamburg Blue Devils und kam in der Verteidigung zum Einsatz. 2001, 2002 und 2003 wurde er mit Hamburg deutscher Meister, 1998 gewann er mit der Mannschaft den Eurobowl. Gleichzeitig war er in der Vermarktung der Blue Devils tätig. Sein Bruder Toni war in Hamburg jahrelang sein Mannschaftskollege, Vater Horst war Eisschnellläufer, später dann Athletiktrainer der Dresden Monarchs und der Hamburg Blue Devils. Rico Meinhardt spielte bis 2007 in Hamburg.
Mit der deutschen Nationalmannschaft wurde Meinhardt im Jahr 2000 Zweiter der Europameisterschaft sowie 2001 dann Europameister.